# Étienne Tempier
Étienne (o Esteban) Tempier (también conocido como Stephanus de Orléans) (n. ca. 1210 m. 3 de septiembre de 1279) fue obispo de París a finales del siglo XIII. Se le recuerda principalmente por promulgar el 7 de marzo de 1277 la condena de 219 tesis filosóficas 
de influencia aristotélica, defendidas por Siger de Brabant y los maestros averroístas de la Facultad de Artes de la Universidad de París, donde ya en 1270 había habido una condena de algunos artículos sobre temas similares.